# منتش (صندوق‌لی)
منتش (به ترکی استانبولی: Menteş) یک منطقهٔ مسکونی در ترکیه است که در صندوق‌لی واقع شده‌است.